# Granum sinapis (poème)
Pour les articles homonymes, voir Granum sinapis.
Le Granum sinapis (« Grain de sénevé ») est un poème médiéval datant de la fin du XIIIe siècle, attribué à Maître Eckhart, dont ce serait l'unique œuvre poétique. Il est constitué de huit strophes, écrites en allemand ancien et adjoint à un commentaire en latin. Typique des mystiques rhénans, il reprend les idées et les thèmes du courant philosophique non dualiste.